# RD-263
RD-263은 러시아의 액체연료 로켓 엔진이다.

## 역사
2020년 현재 세계 최대 ICBM인 SS-18의 1단 엔진으로 유명하다. 지상추력 100톤으로 단일 노즐이다. 우크라이나 유즈노예 설계국에서 설계해서, 유즈마쉬 기계국에서 생산했다.
SS-18 ICBM은 러시아 이름으로는 R-36이다. 7가지 버전이 있다.
- R-36 (8K67): 지상추력 40톤 추력 노즐 6개, 추력 240톤, RD-250 계열
- R-36P (8K68): 지상추력 40톤 추력 노즐 6개, 추력 240톤, RD-250 계열
- R-36-O (8K69): 지상추력 40톤 추력 노즐 6개, 추력 240톤, RD-250 계열
- R-36M (15A14): 지상추력 100톤 추력 노즐 4개, 추력 400톤, RD-263 계열
- R-36MUTTKh (15A18): 지상추력 100톤 추력 노즐 4개, 추력 400톤, RD-263 계열
- R-36M2 (15A18M): 지상추력 100톤 추력 노즐 4개, 추력 400톤, RD-263 계열
- R-36M2 (15A18M2): 지상추력 100톤 추력 노즐 4개, 추력 400톤, RD-263 계열

2020년 기준으로, RD-263 계열 엔진은 생산은 하지 않지만, ICBM을 우주발사체로 개조해서 드네프르 (로켓)은 발사하고 있다.

## 북한
북한이 우크라이나 유즈마쉬에서 SS-18 엔진을 수입한 것이 백두엔진이라고 한다. 미국 국방부, 의회, 유엔의 공식 보고서에서 SS-18의 RD-250 엔진을 북한이 수입했다고 언급되고 있다. 백두엔진을 1단으로 사용한 미사일은 화성 12호, 화성 13호, 화성 14호, 화성 15호이다.
그러나, 백두엔진은 추력 80톤이어서, 추력 40톤인 R-36의 RD-250 엔진 보다는, 추력 100톤인 R-36M의 RD-263 엔진의 기술을 도입했을 가능성이 더 크다.
미국 정보당국의 분석은, R-36과 R-36M을 혼동한데서 비롯된 것으로 추정된다. 그러나, 크게 보면, 여하튼 우크라이나에서 SS-18 ICBM 1단 엔진을 북한이 수입한 것은, 동일하다.

## 대한민국
1998년, 한국 국정원은 러시아 캄차카 반도의 ICBM 기지에서 SS-18 사탄 미사일을 고철로 분해해서 밀수입했다. 추력 100톤 RD-263 계열의 액체연료 엔진 4개가 1단으로 사용되는 모델이다.
2013년 8월 22일, 아리랑 5호를 드네프르 로켓으로 발사했다.
2015년 3월 25일, 아리랑 3A호를 드네프르 로켓으로 발사했다.
2021년, 누리호를 발사할 계획이다. 드네프르 로켓과 제원이 거의 유사하다.

## 같이 보기
- 부다페스트 안전 보장 각서